# Arcey (Doubs)
Pour les articles homonymes, voir Arcey.
Arcey  est une commune française située dans le département du Doubs, la région culturelle et historique de Franche-Comté et la région administrative Bourgogne-Franche-Comté.

## Géographie

### Localisation
Arcey est un bourg du nord-est de la Franche-Comté dans l'est de la France, situé dans le département du Doubs et limitrophe de celui de la Haute-Saône,  à 12 km à vol d'oiseau à l'ouest de Montbéliard, 30 km au sud-ouest de Belfort et 60 km au nord-est de Besançon.
Elle se trouve dans l'unité urbaine d'Arcey et dans l'Aire d'attraction de Besançon, ainsi que dans la zone d'emploi et le bassin de vie de cette ville.

### Communes limitrophes
Les communes limitrophes sont  Désandans, Gémonval, Montenois, Onans, Saint-Julien-lès-Montbéliard, Sainte-Marie, Saulnot, Villers-sur-Saulnot et Échenans.

### Géologie et relief
La superficie de la commune est de 12,57 km2 ; son altitude varie de 347  à   490 mètres.

### Climat
Pour des articles plus généraux, voir Climat de la Bourgogne-Franche-Comté et Climat du Doubs.
En 2010, le climat de la commune est de type climat de montagne, selon une étude du Centre national de la recherche scientifique s'appuyant sur une série de données couvrant la période 1971-2000. En 2020, Météo-France publie une typologie des climats de la France métropolitaine dans laquelle la commune est exposée à un climat semi-continental et est dans une zone de transition entre les régions climatiques « Lorraine, plateau de Langres, Morvan » et « Jura ».
Pour la période 1971-2000, la température annuelle moyenne est de 9,6 °C, avec une amplitude thermique annuelle de 17,4 °C. Le cumul annuel moyen de précipitations est de 1 231 mm, avec 12,8 jours de précipitations en janvier et 10,6 jours en juillet. Pour la période 1991-2020, la température moyenne annuelle observée sur la station météorologique de Météo-France la plus proche, « Medière », sur la commune de Médière à 9 km à vol d'oiseau, est de 11,5 °C et le cumul annuel moyen de précipitations est de 1 105,2 mm. 
La température maximale relevée sur cette station est de 40,2 °C, atteinte le 24 juillet 2019 ; la température minimale est de −17 °C, atteinte le 5 février 2012,,.
Les paramètres climatiques de la commune ont été estimés pour le milieu du siècle (2041-2070) selon différents scénarios d'émission de gaz à effet de serre à partir des nouvelles projections climatiques de référence DRIAS-2020. Ils sont consultables sur un site dédié publié par Météo-France en novembre 2022.

## Urbanisme

### Typologie
Au 1er janvier 2024, Arcey est catégorisée bourg rural, selon la nouvelle grille communale de densité à 7 niveaux définie par l'Insee en 2022.
Elle appartient à l'unité urbaine d'Arcey, une agglomération intra-départementale dont elle est ville-centre,. Par ailleurs la commune fait partie de l'aire d'attraction de Montbéliard, dont elle est une commune de la couronne,. Cette aire, qui regroupe 137 communes, est catégorisée dans les aires de 50 000 à moins de 200 000 habitants,.

### Occupation des sols

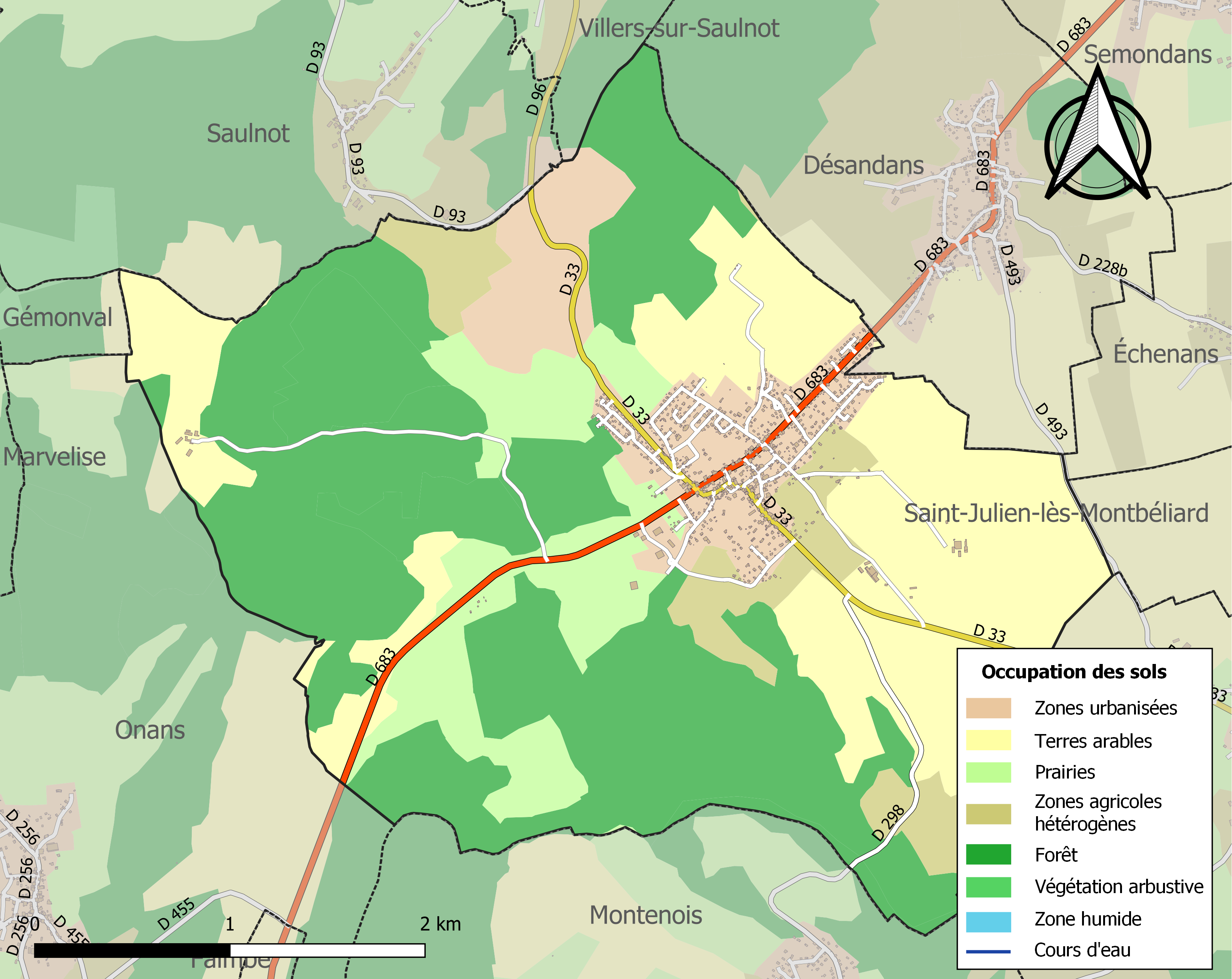
Carte des infrastructures et de l'occupation des sols de la commune en 2018 (CLC).

L'occupation des sols de la commune, telle qu'elle ressort de la base de données européenne d’occupation biophysique des sols Corine Land Cover (CLC), est marquée par l'importance des territoires agricoles (44,4 % en 2018), en diminution par rapport à 1990 (49,1 %). La répartition détaillée en 2018 est la suivante : 
forêts (43,9 %), terres arables (26,3 %), prairies (11,1 %), zones urbanisées (7,2 %), zones agricoles hétérogènes (7,1 %), mines, décharges et chantiers (4,4 %). L'évolution de l’occupation des sols de la commune et de ses infrastructures peut être observée sur les différentes représentations cartographiques du territoire : la carte de Cassini (XVIIIe siècle), la carte d'état-major (1820-1866) et les cartes ou photos aériennes de l'IGN pour la période actuelle (1950 à aujourd'hui).

### Habitat et logement
En 2020, le nombre total de logements dans la commune était de 660, alors qu'il était de 597 en 2015 et de 562 en 2010.
Parmi ces logements, 92,4 % étaient des résidences principales, 0,5 % des résidences secondaires et 7,1 % des logements vacants. Ces logements étaient pour 88,6 % d'entre eux des maisons individuelles et pour 11,1 % des appartements.
Le tableau ci-dessous présente la typologie des logements à Arcey en 2020 en comparaison avec celle du Doubs et de la France entière. Une caractéristique marquante du parc de logements est ainsi la faible proportion des résidences secondaires et logements occasionnels (0,5 %) par rapport au département (4,3 %) et à la France entière (9,7 %).
| Typologie                                               | Arcey | Doubs | France entière |
| ------------------------------------------------------- | ----- | ----- | -------------- |
| Résidences principales (en %)                           | 92,4  | 87,1  | 82,1           |
| Résidences secondaires et logements occasionnels (en %) | 0,5   | 4,3   | 9,7            |
| Logements vacants (en %)                                | 7,1   | 8,6   | 8,2            |

### Énergie
Un petit réseau de chauffage urbain, alimenté à 80 % par du bois, alimente les équipements publics d'Arcey.

## Toponymie
Le nom de la localité est attesté sous les formes Arces, Arceys au Xe siècle ; Arcey en 1150 ; Arcex et Arcez en 1407.
Ce toponyme semble être d'origine gauloise : ar et ciac(um) signifiant (« près du bois ou sur le bois »).
La localité est dénommée en franc-comtois, Airceis[réf. nécessaire]

## Histoire

### Antiquité
En 58 av. J.-C., César y mène près de Fontaimpré une bataille contre Arioviste.[réf. nécessaire]

### Moyen Âge
Seigneurie de Granges, aux Montbéliard depuis le XIVe siècle.[réf. nécessaire]

### Temps modernes
Village (Franche Comté encore espagnole) incendié le 8 janvier 1674, lors de la conquête française par Louis XIV : plus de cent vingt personnes meurent dans l'incendie de l'église par une unité de cavalerie française commandée par le colonel de Vascal,.

### Époque contemporaine
Durant la Guerre franco-allemande de 1870, le 13 ou 14 janvier 1871, des escarmouches entre l'armée de l'Est commandée par le général Bourbaki ont lieu à Arcey avec des postes avancés prussiens dans le cadre de la bataille d'Héricourt, aussi appelée de la bataille de la Lizaine (Monument au cimetière de Sainte-Marie à 3 km).
A la fin de la Seconde Guerre mondiale, lors des combats de la Libération de la France, le 14 novembre 1944 a lieu une percée du front par la 2°D.I.M et la 5°D.B, permettant le début de l'attaque vers la libération des villages et de Héricourt, Montbéliard, Belfort et de l'Alsace (le cuirassier Bergé est tué).

## Politique et administration

### Rattachements administratifs et électoraux

#### Rattachements administratifs
La commune se trouve depuis 1926 dans l'arrondissement de Montbéliard du département du Doubs.
Elle faisait partie depuis 1801 du canton de L'Isle-sur-le-Doubs. Dans le cadre du redécoupage cantonal de 2014 en France, cette circonscription administrative territoriale a disparu, et le canton n'est plus qu'une circonscription électorale.

#### Rattachements électoraux
Pour les élections départementales, la commune fait partie depuis 2014 du canton de Bavans.
Pour l'élection des députés, elle fait partie de la troisième circonscription du Doubs.

### Intercommunalité
Arcey  était membre de la communauté de communes de la vallée du Rupt, un établissement public de coopération intercommunale (EPCI) à fiscalité propre créé fin 2001 et auquel la commune avait transféré un certain nombre de ses compétences, dans les conditions déterminées par le code général des collectivités territoriales. Elle la quitte pour intégrer le 1er janvier 2016 la communauté de communes des Isles du Doubs, afin d'éviter de se retrouver intégrée contre son gré dans la communauté d'agglomération Pays de Montbéliard Agglomération.
Dans le cadre des dispositions de la loi portant nouvelle organisation territoriale de la République du 7 août 2015, qui prévoit que les établissements publics de coopération intercommunale (EPCI) à fiscalité propre doivent avoir un minimum de 15 000 habitants, la communauté de communes des Isles du Doubs a fusionné avec ses voisines pour former, le 1er janvier 2017, la communauté de communes des Isles du Doubs, dont est désormais membre la commune.

### Liste des maires
| Période                                  | Période                     | Identité           | Étiquette | Qualité                                                         |
| ---------------------------------------- | --------------------------- | ------------------ | --------- | --------------------------------------------------------------- |
| Les données manquantes sont à compléter. |                             |                    |           |                                                                 |
|                                          |                             |                    |           |                                                                 |
| 1995                                     | 2014                        | M. Claude Clément, |           |                                                                 |
| 2014                                     | mai 2020                    | Alain Pasteur      | UDI       | Professeur des écoles                                           |
| mai 2020                                 | avril 2023                  | Michel Verdière    |           | major de police au commissariat de Montbéliard Mort en fonction |
| 2023                                     | En cours (au 15 avril 2024) | Michaël Hugoniot   |           | Technicien                                                      |

## Équipements et services publics

### Eau et déchets
Les eaux usées de la commune sont traitées par une station d'épuration à boue activée mise en service en 2022

### Enseignement
Les enfants de la commune sont scolarisés au sein de l'école des 20 cœurs.

### Équipements sportifs
Une salle omnisports est construite en 2023, avec l'aide de l'intercommunalité.

### Postes et télécommunications
Une agence postale communale se trouve à Arcey,.

### Santé
Une maison de médicale, réalisée à l'initiative de la municipalité, a ouvert fin 2023,

## Population et société

### Démographie
L'évolution du nombre d'habitants est connue à travers les recensements de la population effectués dans la commune depuis 1793. Pour les communes de moins de 10 000 habitants, une enquête de recensement portant sur toute la population est réalisée tous les cinq ans, les populations de référence des années intermédiaires étant quant à elles estimées par interpolation ou extrapolation. Pour la commune, le premier recensement exhaustif entrant dans le cadre du nouveau dispositif a été réalisé en 2005.

En 2022, la commune comptait 1 491 habitants, en évolution de +3,69 % par rapport à 2016 (Doubs : +1,88 %, France hors Mayotte : +2,11 %).
| 1793 | 1800 | 1806 | 1821 | 1831 | 1836 | 1841 | 1846 | 1851 |
| ---- | ---- | ---- | ---- | ---- | ---- | ---- | ---- | ---- |
| 550  | 519  | 554  | 586  | 820  | 908  | 832  | 900  | 875  |

| 1856 | 1861 | 1866 | 1872 | 1876 | 1881 | 1886 | 1891 | 1896 |
| ---- | ---- | ---- | ---- | ---- | ---- | ---- | ---- | ---- |
| 745  | 780  | 726  | 694  | 743  | 695  | 706  | 608  | 583  |

| 1901 | 1906 | 1911 | 1921 | 1926 | 1931 | 1936 | 1946 | 1954 |
| ---- | ---- | ---- | ---- | ---- | ---- | ---- | ---- | ---- |
| 528  | 490  | 466  | 369  | 392  | 353  | 346  | 367  | 423  |

| 1962 | 1968 | 1975 | 1982  | 1990  | 1999  | 2005  | 2006  | 2010  |
| ---- | ---- | ---- | ----- | ----- | ----- | ----- | ----- | ----- |
| 489  | 652  | 917  | 1 071 | 1 101 | 1 174 | 1 336 | 1 332 | 1 414 |

| 2015  | 2020  | 2022  | - | - | - | - | - | - |
| ----- | ----- | ----- | - | - | - | - | - | - |
| 1 434 | 1 481 | 1 491 | - | - | - | - | - | - |

### Vie associative
Une Maison pour tous se trouve à Arcey

### Sports et loisirs
Un club de tir à l'arc se trouve dans la commune, ainsi que l'Arcey moto-club.

## Culture locale et patrimoine

### Lieux et monuments

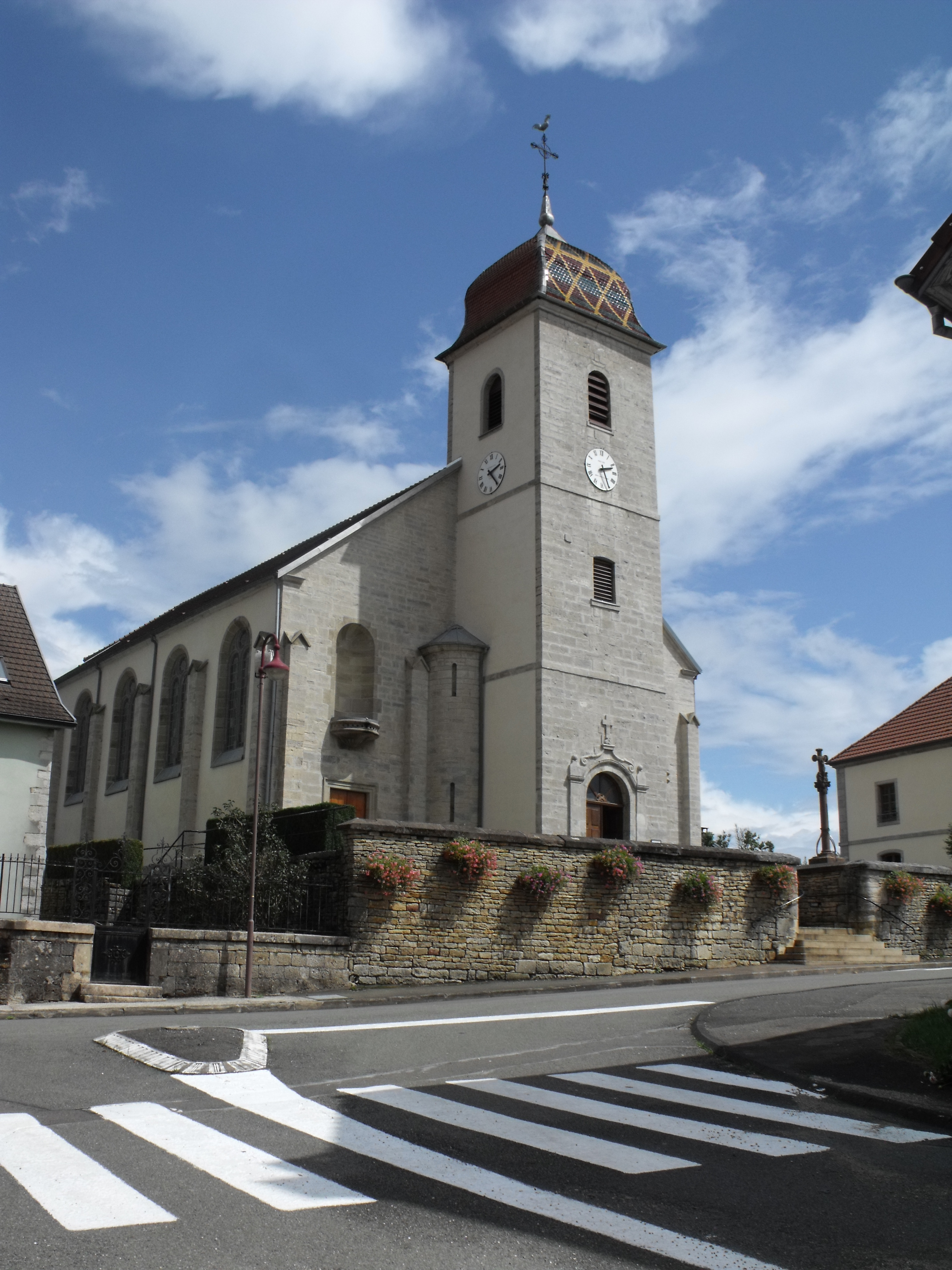
L'église Saint-Privat.

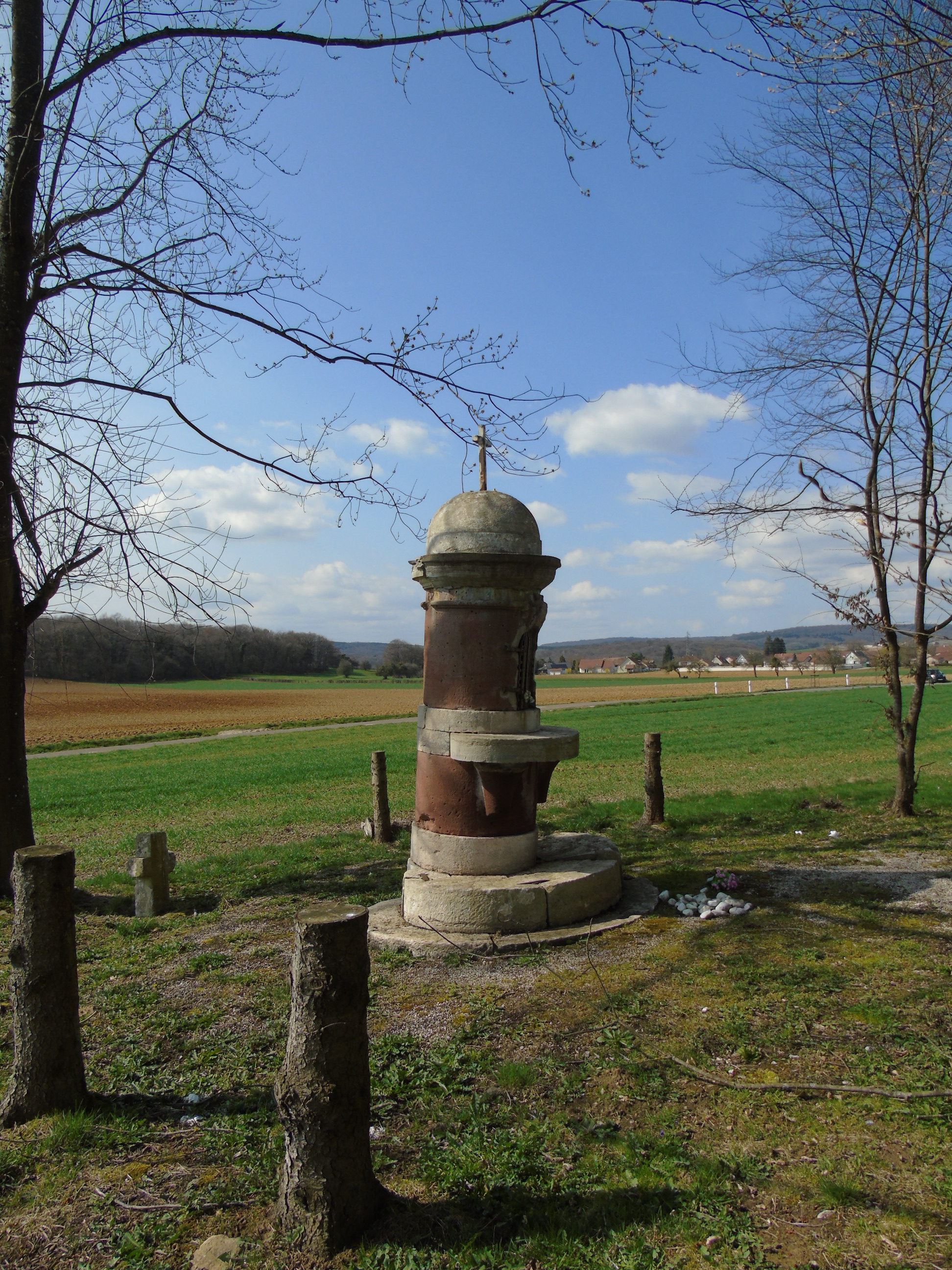
Oratoire Notre-Dame de la Grêle.

- L'église Saint-Privat. L'église primitive datait de 1674. Elle est reconstruite à un autre emplacement en 1776. Le clocher-porche date de cette année là. Face à l'augmentation de la démographie dans les années 1850, le curé de l'époque demande l'autorisation à son archevêque pour élargir la largeur de deux travées et la longueur de l'église. Elle fut donc entièrement démontée sauf le clocher qui a gardé sa forme de clocher comtois et ses tuiles vernissés au dessin typique servant de repère aux avions qui volaient à vue à cette époque et qui servaient la plaine d'Arcey comme terrain. Reconstruite avec l'argent des villageois et l'argent de la commune qui a demandé à pouvoir vendre par anticipation 4 années d'affouage, elle empiéta sur le cimetière et les ossements découverts furent  respectivement mis « dans un caveau voûté dont l'entrée fut repérée par une croix juste devant les marches de communion » (d'après les registres de l'époque). Le toit fut rehaussé et les anciennes pierres de jonction entre le toit de l’ancienne église et le clocher sont encore visibles. La cloche fut remplacée par Thérèse et Adélaïde quelques années plus tard. Un chemin de croix ainsi que différentes statues sont à y voir. Sa réfection intérieure a été entreprise en 2006, alors que sa réfection extérieure a été entreprise en 2012.
- La mairie dont l'emplacement actuel est celui de l'ancienne cure.
- L'Oratoire Notre-Dame de la Grêle  Inscrit MH (2016)[41], situé en retrait de la route de Montbéliard, datant de la fin du XVIIIe ou du début du XIXe siècle, rénové en 2019.
- Le Mémorial à la gloire de la 5e division blindée, de la 2e division d'infanterie marocaine et des corps francs en mémoire de l'attaque du 14 novembre 1944.
- Le monument aux morts.

- Le crucifix en grès rose, rénové et mis en valeur par un jeu de lumière en 2018.
- De nombreuses croix de mission ou rogations.

### Personnalités liées à la commune
- À la Révolution, Jacques François Brun, natif d'Arcey, devient général de brigade.

### Héraldique
| Blason de Arcey | Blason  | D'azur semé de billettes d'or, au lion couronné de même armé et lampassé de gueules, issant d'un brasier de même et brandissant une épée d'argent, au chef échancré de trois pièces d'azur, chargé d'une rose de gueules boutonnée d'or et rayonnante de seize pièces de même, paraissant dissiper des nuées d'argent mouvant des bords du chef. |
| Blason de Arcey | Détails | Création de Nicolas Vernot, adoptée par la mairie d'Arcey le 7 janvier 2017. |
| Blason de Arcey | Alias   | De sable à trois têtes de lévrier accolées d'or, au chef d'azur chargé de deux étoiles d'argent. * Il y a là non-respect de la règle de contrariété des couleurs : ces armes sont fautives (azur sur sable). |

## Pour approfondir